# Berthold Goldschmidt
Pour les articles homonymes, voir Goldschmidt.
Berthold Goldschmidt est un compositeur et chef d'orchestre britannique d'origine allemande, né à Hambourg (Allemagne) le 18 janvier 1903 et mort à Londres (Angleterre) le 17 octobre 1996.

## Biographie
Il étudie d'abord à l'Université de Hambourg, avant d'entrer en 1922 au conservatoire de Berlin, où il apprend la composition dans la classe de Franz Schreker, ainsi que la direction d'orchestre, l'harmonie et le contrepoint. Il sera très impliqué dans la vie musicale berlinoise : ainsi, il joue au sein de l'Orchestre philharmonique de Berlin (notamment sous la direction de Wilhelm Furtwängler) et contribue — comme répétiteur de chœur — à la première exécution à Berlin, en 1923, des Gurrelieder d'Arnold Schönberg. Il sera aussi l'assistant d'Erich Kleiber (alors directeur musical de l'Opéra d'État de Berlin) et à ce titre, participera à la création du Wozzeck d'Alban Berg en 1925. Le même Erich Kleiber créera en 1926 la première œuvre d'importance de Goldschmidt composée par lui l'année précédente, sa Passacaille pour orchestre (qui recevra le prestigieux Prix Mendelssohn). Cette même année 1926, le jeune compositeur obtient un contrat, pour la publication de ses œuvres, auprès des Éditions Universal. En 1927, grâce à l'administrateur Carl Ebert, il est compositeur « en résidence » et chef d'orchestre au Hessische Landestheater de Darmstadt. Ebert, devenu Intendant Général de l'Opéra d'État de Berlin en 1931, y inscrit la création du premier opéra de Goldschmidt (achevé en 1930), Der gewaltige Hahnrei (Le Cocu magnifique), pour 1933. Mais cette année-là, les Nazis accèdent au pouvoir et ladite création avorte. De confession juive, le compositeur est alors mis à l'index, comme « musicien dégénéré », par le régime d'Adolf Hitler. Toute vie publique lui étant désormais interdite, il parvient en 1935 à émigrer en Angleterre et s'installe définitivement à Londres (en 1947, il obtiendra la citoyenneté britannique) — une grande partie de sa famille n'aura pas cette chance et périra en camps de concentration —. Durant la Seconde Guerre mondiale, il travaille au Service allemand de la BBC et en sera le directeur musical de 1944 à 1947. 
Après la guerre, il dirige régulièrement les orchestres de la BBC, ainsi qu'aux Festivals de Glyndebourne ou d'Édimbourg. Et il collabore avec le musicologue Deryck Cooke à une « reconstitution » de la symphonie no 10 de Gustav Mahler (laissée inachevée à sa mort), dont il dirigera la création en 1964 par l'Orchestre symphonique de Londres. Mais du fait qu'il n'adhère pas aux nouvelles conceptions de la musique, il est négligé en tant que compositeur par les instances culturelles britanniques (ainsi, son second opéra de 1950, Beatrice Cenci, sera refusé par la direction du Covent Garden pour une série de représentations en 1951). 
Dans un monde musical où son style ne situe plus à l'avant-garde, il n'a plus d'espoir de voir ses œuvres jouées et il en arrive à renoncer à la composition en 1958, après avoir achevé ses Mediterranean Songs (créés à New York en 1959). La pression qui s'exerçait sur toute la création musicale depuis les années 1950 se relâche vers les années 1980. Il reprend la composition à compter de 1982 (commençant à composer un quatuor avec clarinette), à la faveur d'un regain d'intérêt pour ses œuvres qui sont régulièrement jouées en concert et enregistrées à partir des années 1980 (et ses deux opéras pré-cités sont produits sur scène). De plus, un certain nombre de ses compositions d'avant-guerre, réputées perdues, sont retrouvées et rééditées (ainsi, le manuscrit de sa Passacaille de 1925 sera exhumé des archives d'Universal en 1994). 
Mentionnons ici les créations allemandes de son quatuor à cordes no 2 et de sa Ciaccona sinfonica (tous deux de 1936), à Berlin en 1987, et de son premier opéra, Le Cocu magnifique, enfin joué en sa présence à Berlin, par l'Orchestre philharmonique et en version de concert, en 1992. 
On lui doit des pièces pour piano, de la musique de chambre (dont quatre quatuors à cordes), des œuvres pour orchestre (dont trois concertos), des compositions chorales ou avec voix soliste, ainsi que les deux opéras déjà évoqués. Sa musique, influencée par Gustav Mahler, Ferruccio Busoni, Igor Stravinsky ou Jean-Sébastien Bach (pour son sens de l'architecture et du contrepoint), se démarque dès les premières œuvres du romantisme tardif dont Franz Schreker était un adepte. Et relevons une certaine parenté avec la musique de Dimitri Chostakovitch qu'il ne connaissait pourtant pas dans les années 1920 (il rencontrera néanmoins son collègue en 1931, lorsqu'il viendra diriger des concerts à Léningrad).

## Œuvres (sélection)
(l'année indiquée est celle d'achèvement ou de révision)

### Pièces pour piano
- 1926 : Sonate op. 10 ;
- 1927 : Capriccio op. 11 (composé pour Zdenka Ticharich);
- 1932 : Marche Militaire (titre original) op. 20 ;
- 1934 : Variations sur un chant de berger palestinien op. 32 ;
- 1957 : Little Legend ; From the Ballet ;
- 1958 : Scherzo.

### Musique de chambre
- 1926 : Quatuor à cordes no 1 op. 8 ;
- 1936 : Quatuor à cordes no 2 ;
- 1948 : Carols, pour trio à cordes ;
- 1983 : Quatuor avec clarinette ;
- 1985 : Trio avec piano ;
- 1989 : Quatuor à cordes no 3 ;
- 1990 : Berceuse, pour violon et alto ;
- 1991 : Retrospectrum, pour trio à cordes ; Fantasy, pour hautbois, violoncelle et harpe ;
- 1992 : Capriccio, pour violon seul ; Quatuor à cordes no 4 ;
- 1993 : Dialogue with Cordelia, pour clarinette et violoncelle ; Encore, une méditation agitée (titre original), pour violon et piano ;
- 1995 : Rondeau « Rue du Rocher » (titre original) pour violon et piano.

### Œuvres avec orchestre
- 1925 : Orchester-Passacaglia op. 4 (1925) ; The Comedy of Errors (titre original), ouverture ;
- 1927 : Suite op. 5 ; Partita op. 9 ;
- 1932 : Marche Militaire op. 20 (pour grand orchestre ou orchestre d'harmonie, autre version de la pièce éponyme pour piano pré-citée), incluse ultérieurement dans le ballet Chronica mentionné ci-dessous ;
- 1933 : Der gewaltige Hahnrei (Le Cocu magnifique), suite op. 14a tirée de l'opéra du même nom ;
- 1936 : Ciaccona sinfonica ;
- 1940 : Polish Dance Suite ;
- 1941 : Greek Suite ;
- 1947 : Awake, the Voice Commands (transcription du choral pour orgue Wachet auf, ruft uns die Stimme de Johann Sebastian Bach)
- 1949 : Concertino pour harpe et orchestre de chambre ;
- 1953 : Concerto pour violoncelle ;
- 1954 : Concerto pour clarinette ;
- 1955 : Concerto pour violon ;
- 1985 : Intrada (pour grand orchestre ou orchestre d'harmonie), intégrée au ballet qui suit ; Chronica, musique de ballet (commencée en 1938) ;
- 1995 : Rondeau « Rue du Rocher », avec violon (autre version de la pièce éponyme pour violon et piano sus-visée).

### Œuvres avec voix soliste
- 1933 : 2 Morgenstern Lieder pour voix et piano (ou trio à cordes) ;
- 1934 : 3 chants pour soprano colorature et piano op. 24 ;
- 1935 : 2 psaumes pour "voix haute" et orchestre à cordes op. 34 ;
- 1942 : Der Verflossene, chanson de cabaret pour voix et piano ;
- 1948 : Nicodemus, he was black, pour voix seule ; The Noble Little Soldier's Wife, pour baryton et xylophone ;
- 1949 : Beatrice's Song, pour soprano et piano ;
- 1950 : Clouds, pour voix et piano (ou orchestre) ;
- 1952 : The Old Ships, pour voix et piano ;
- 1958 : Mediterranean Songs, pour ténor et orchestre ;
- 1994 : Les petits adieux (titre original), pour baryton et orchestre ;
- 1996 : Deux nocturnes (titre original), pour soprano et orchestre.

### Œuvres avec chœurs
- 1930 : Der gewaltige Hahnrei (Le Cocu magnifique), opéra (tragi-comédie) en trois actes op. 14 ;
- 1931 : Letzte Kapitel, pour récitant, chœurs, percussion et piano, op. 15 ;
- 1950 : Beatrice Cenci, opéra en trois actes ;
- 1985 : Belsatzar, pour chœurs a cappella.